# Alphonse Harmignie
Alphonse Félix Auguste Harmignie (Bergen, 13 februari 1851 - Brussel, 21 september 1931) was een Belgisch politicus en minister voor de Katholieke Partij.
Harmignie was doctor in de rechten en werd volksvertegenwoordiger (1900-1921) in het arrondissement Bergen voor de Katholieke Partij. Hij was minister van Kunsten en Wetenschappen in 1918-1919.